# ドミノキック 並べられたドミノをキックしたらどうなるのかしら?
『ドミノキック 並べられたドミノをキックしたらどうなるのかしら?』（ドミノキック ならべられたドミノをキックしたらどうなるのかしら）は、下神木るこによる日本の漫画作品。
本作は危険行為への興味が強い令嬢・正堂サエと、執事・姫森があらゆる手段を用いて彼女を危険から守る様子を描いたギャグ漫画である。
ニコニコ静画にて連載されたのち、ストーリーを変えてスクウェア・エニックスのウェブコミック配信サイト『ガンガンONLINE』にて、2014年7月3日更新分から2015年2月26日まで連載された。

## 登場人物

### 正堂家およびその関係者
正堂 サエ（しょうどう サエ）
本作の主人公である、財閥の令嬢。ピンセットにコンセントを差し込むといった危険行為への興味が強い。一応衝動に対して自制しようとはする者の大抵は抗うことができず実行に移してしまい、姫森のフォローで事なきを得ている。
姫森（ひめもり）
サエの執事。サエの良からぬ衝動を的確に察知し、的確なフォローでサエ以外の誰にも気づかれるままその被害を抑え、時には実行を思いとどまらせる。我が身を顧みぬフォローが信条。
淡路 龍次
正堂家に新しく入った執事。姫森同様にサエの衝動に対するフォローを行うが、その手法は姫森とは対照的に自分の手を汚さず他者を傷つけることを厭わない過激且つ卑劣なもの。
バウムロール
正堂家の執事を務める女性。
狩能(かのう)
正堂財閥本社の筆頭秘書。

### その他
ユリぴょん
サエの友人。
愛田 ミツキ
サエの同級生。
掘砂 マナ（ほっさ マナ）
関西弁を喋る令嬢。
近衛（このえ）
マナの執事。
ルイーン
異国の王女。
スチュワート
ルイーンの執事で、姫森の師匠。
バーブレス
ある企業の秘書。

## 単行本
1. 2014年11月発売 ISBN 978-4-7575-4472-7
2. 2015年4月発売 ISBN 978-4-7575-4630-1